# Andrea Cordero Lanza di Montezemolo

Wappen von Andrea Kardinal Cordero Lanza di Montezemolo

Andrea Kardinal Cordero Lanza di Montezemolo (* 27. August 1925 in Turin; † 19. November 2017 in Rom) war Erzpriester der Patriarchalbasilika St. Paul vor den Mauern und Diplomat des Heiligen Stuhls.

## Leben
Andrea Cordero Lanza di Montezemolo entstammte einer alten piemontesischen Adelsfamilie (wie der ehemalige Vorstand von Ferrari Luca Cordero di Montezemolo), aus der während der Jahrhunderte zahlreiche Mitglieder zu Offizieren, Diplomaten und Kardinälen wurden. Als eines von fünf Kindern entstammte Andrea der Ehe der Amalia Dematteis und des Giuseppe Cordero Lanza di Montezemolo. Dieser war Offizier und Widerstandskämpfer, der beim Massaker in den Ardeatinischen Höhlen 1944 von der SS erschossen wurde. Andrea schloss sich als junger Mann dem Widerstand gegen die deutschen Besatzer an und musste sich im ukrainischen Priesterseminar in Rom verstecken.
Er schloss zunächst in Rom im Jahre 1949 ein Architekturstudium ab und war als Architekt tätig, unter anderem bei Pier Luigi Nervi. Er studierte – parallel zu seiner fünfjährigen Tätigkeit als Assistent am Lehrstuhl für Konstruktionstechnik der römischen Architekturfakultät – an der Päpstlichen Universität Gregoriana Katholische Theologie (1952) und Philosophie (1954); in dieser Zeit war er auch Seminarist am Almo Collegio Capranica. Am 13. März 1954 empfing er durch Erzbischof Luigi Traglia das Sakrament der Priesterweihe und wirkte anschließend an verschiedenen Orten als Seelsorger. Von 1957 bis 1960 absolvierte er die Päpstliche Diplomatenakademie und promovierte an der Päpstlichen Lateranuniversität zum Dr. iur. can. Anschließend trat er in den diplomatischen Dienst des Heiligen Stuhls ein und wirkte zunächst im Staatssekretariat. Am 21. Juni 1963 verlieh ihm Papst Paul VI. den Ehrentitel Überzähliger Geheimkämmerer Seiner Heiligkeit und am 4. Juni 1974 den Titel Ehrenprälat Seiner Heiligkeit.
1976 wurde er von Paul VI. zum Sekretär des Päpstlichen Rates „Iustitia et Pax“ ernannt. Am 5. April 1977 ernannte er ihn zum Titularerzbischof von Pandosia und bestellte ihn zum Apostolischen Pro-Nuntius in Papua-Neuguinea sowie Apostolischen Delegaten auf den Salomonen. Die Bischofsweihe spendete ihm Jean-Marie Kardinal Villot am 4. Juni desselben Jahres. Papst Johannes Paul II. ernannte ihn am 25. Oktober 1980 zum Apostolischen Nuntius in Nicaragua und Honduras. 1986 wechselte er in selber Funktion an die Apostolische Nuntiatur in Uruguay.
Seit 1990 vertrat er den Vatikan als Apostolischer Delegat für Jerusalem und Palästina und gleichzeitig als Apostolischer Pro-Nuntius in Zypern. Er war nach 45 Jahren erster diplomatischer Vertreter des Heiligen Stuhls und baute die diplomatischen Beziehungen zu Israel, in der Zeit der ersten Intifada und der Golfkrise, auf. 1991 übertrug ihm der Papst den Titel des Titularerzbischofs von Tuscania. Nach der Aufnahme diplomatischer Beziehungen zwischen dem Heiligen Stuhl und dem Staat Israel 1994, an denen er wesentlich beteiligt war, wurde er zudem erster Apostolischer Nuntius in Israel. Papst Johannes Paul II. bezeichnete Montezemolo als «Unser historischer Nuntius».
1998 ernannte ihn Johannes Paul II. zum Nuntius in Italien und San Marino und nahm am 17. April 2001, nachdem Montezemolo mit dem 75. Lebensjahr die Altersgrenze erreicht hatte, dessen Rücktrittsgesuch an.
2001 zeichnete er für die Neuordnung der Verwaltung und des Pilgerbetriebs in der Basilika Sankt Paul vor den Mauern in Rom verantwortlich und entwarf im Jahr 2005 das Wappen von Papst Benedikt XVI. Dieser ernannte ihn im selben Jahr zum ersten Erzpriester der Patriarchalbasilika Sankt Paul vor den Mauern und nahm ihn im Konsistorium am 24. März des folgenden Jahres als Kardinaldiakon mit der Titeldiakonie Santa Maria in Portico in das Kardinalskollegium auf. Er war Initiator neuer archäologischer Untersuchungen des Paulusgrabes und des 2008 eröffneten Paulus-Jahres zum Gedenken an den 2.000. Geburtstag des Völkerapostels. Am 3. Juli 2009 nahm Papst Benedikt XVI. das von Andrea Cordero Lanza di Montezemolo aus Altersgründen vorgebrachte Rücktrittsgesuch vom Amt des Erzpriesters der Patriarchalbasilika Sankt Paul vor den Mauern an.
Kardinal Cordero Lanza di Montezemolo wurde bereits 1962 als Konventualkaplan in den Malteserorden aufgenommen und gehörte zunächst dem Großpriorat Lombardei und Venezien und dann dem Großpriorat von Rom an. Im Jahr 1999 zum Großkreuz-Konventualkaplan ernannt, hat er über viele Jahre intensive apostolische Arbeit in den Jugendgruppen und bei den Freiwilligen des Malteserordens geleistet. Am 25. Mai 2006 wurde er Ehren- und Devotions-Großkreuz-Bailli.
Andrea Cordero Lanza di Montezemolo gehörte zu den herausragenden Persönlichkeiten der internationalen Vatikanpolitik. 2001 wurde der Großkreuz-Ritter Andrea Cordero Lanza di Montezemolo von Kardinal-Großmeister Carlo Furno zum Assessor des Ritterordens vom Heiligen Grab zu Jerusalem ernannt; er hatte das Amt bis zu seiner Kardinalserhebung 2006 inne. Montezemolo war maßgeblich an der Vorbereitung der Consulta von 2003 beteiligt, der Zusammenkunft des weltweit aktiven Päpstlichen Laienordens im Vatikan.
Papst Franziskus erhob ihn am 20. Juni 2016 unter Beibehaltung seines Titelsitzes pro hac vice in den Rang eines Kardinalpriesters.
Kardinal Cordero Lanza di Montezemolo war Mitglied der Kongregation für die Bischöfe.
Andrea Cordero Lanza di Montezemolo war ein bekannter vatikanischer Heraldiker. Er schuf unter anderem das Wappen von Papst Benedikt XVI., das Wappen von Kardinal Pietro Parolin sowie das Wappen von Kardinal-Großmeister Edwin Frederick O’Brien.

## Ehrungen und Auszeichnungen
- Großkreuz des Verdienstordens der Italienischen Republik (1999)
- Großkreuz des St.-Stephans-Orden (1999)
- Ehren- und Devotions-Großkreuz-Bailli des Souveränen Malteserorden (2006)
- Großkreuzritter des Ritterordens vom Heiligen Grab zu Jerusalem
- Ehren-Assessor des Ritterordens vom Heiligen Grab zu Jerusalem
- Großkreuz-Bailli des Konstantinordens

## Schriften
- Manuale di araldica ecclesiastica nella Chiesa cattolica (Handbuch der kirchlichen Wappen in der katholischen Kirche) Libreria Editrice Vaticana 2014, 206 Seiten, ISBN 978-8820992392, zusammen mit Antonio Pompili